# Гяватски проход
Гяватският проход (на македонска литературна норма: Ѓавато) е планински проход в югозападната част на Република Северна Македония. Седловината на прохода разделя Бигла планина отстояща на север от Баба планина на юг. През прохода преминава главната пътна артерия, свързваща Битоля и околното поле с град Ресен и Преспанската котловина. Проходът носи името на някогашното голямо битолско село Гявато, разположено до прохода.